# ۳۷۶ (قمری)
۳۷۶ (قمری)، سیصد و هفتاد و ششمین سال در گاهشماری هجری قمری است. اول محرم این سال برابر با هجدهم مه سال ۹۸۶ میلادی است.

## وابسته
- مفاتیح‌العلوم